# دوورکورت
longitudeدوورکورتlatitudeدوورکورت
دوورکورت (به انگلیسی: Dovercourt) یک شهرک در بریتانیا است که در اسکس واقع شده‌است.

## نگارخانه

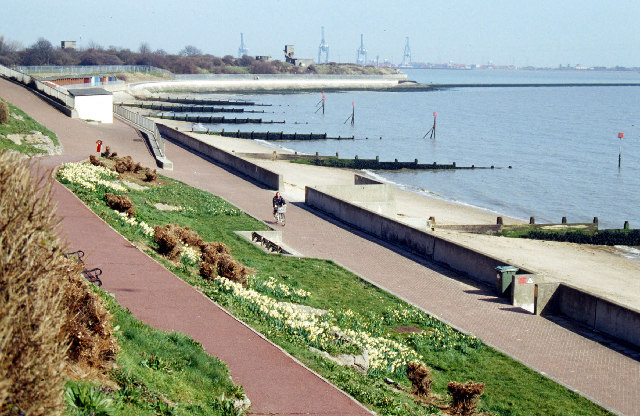
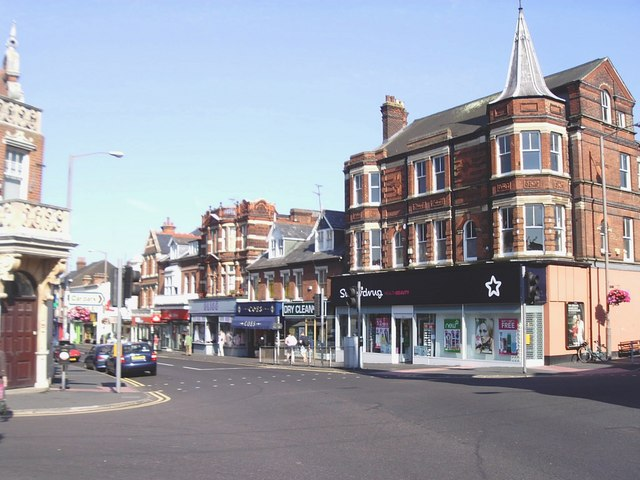
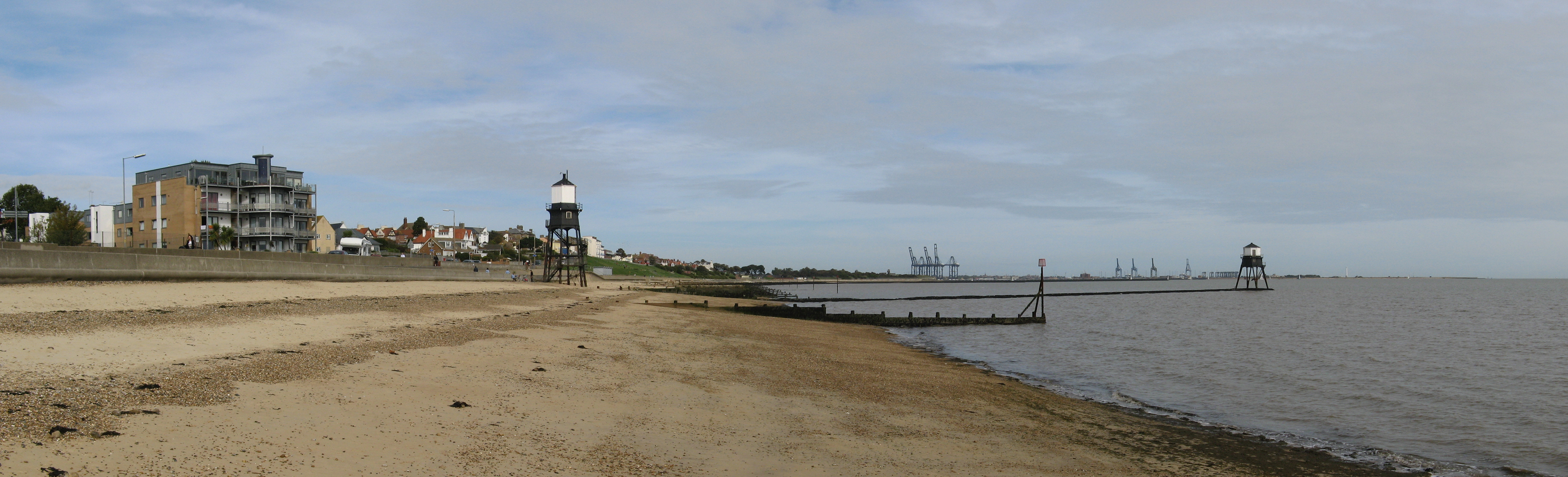
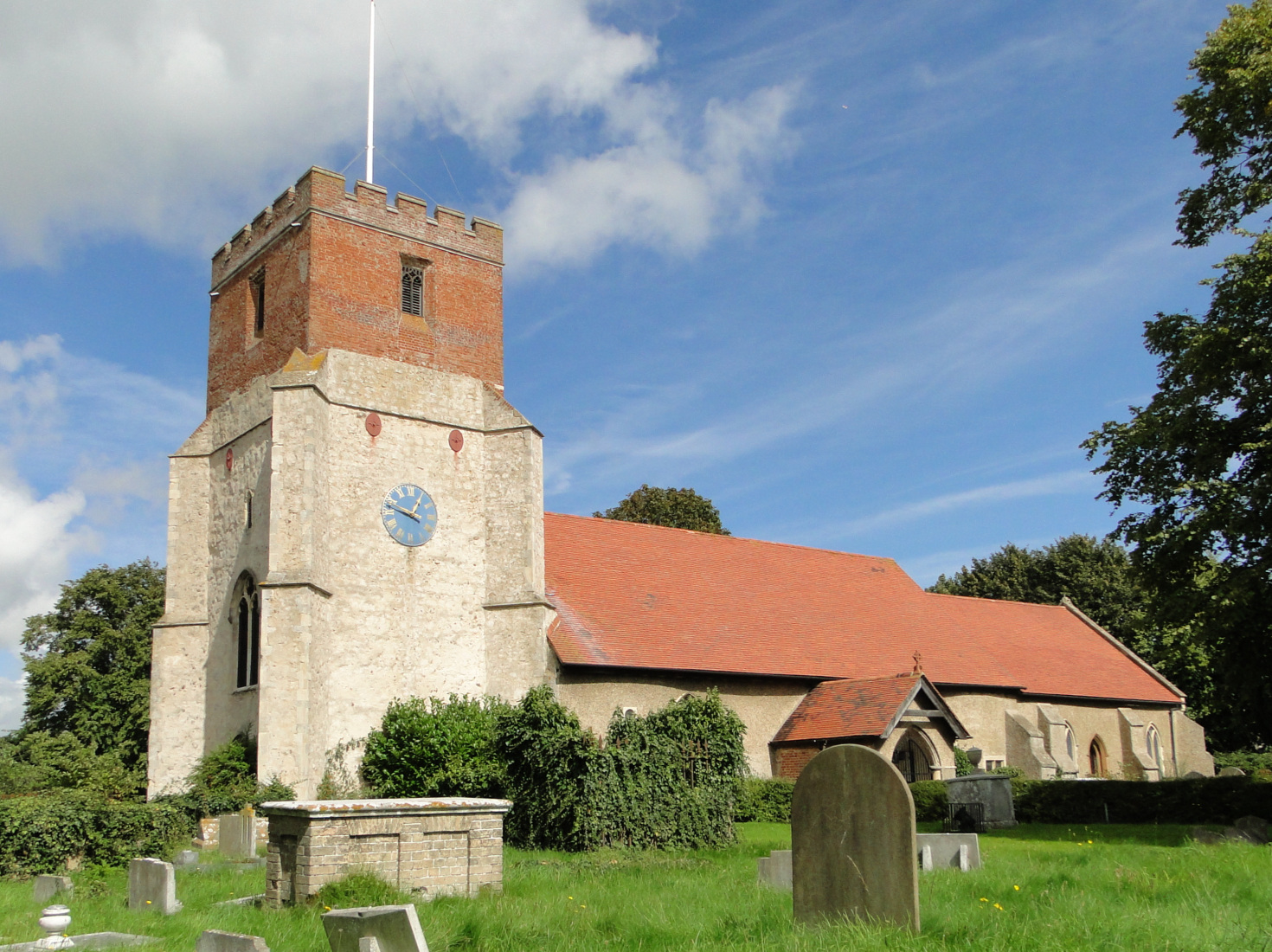
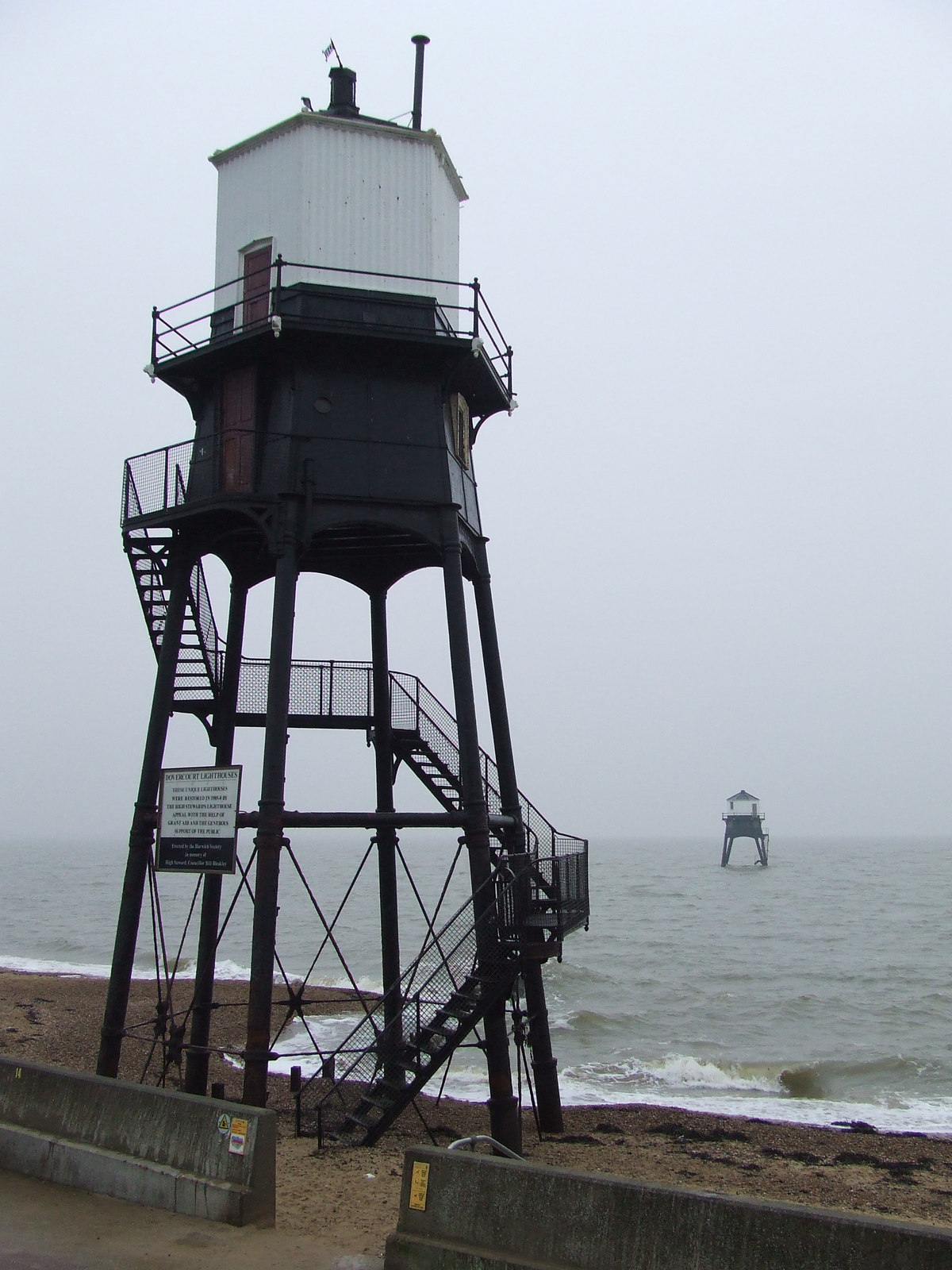